# Ekaterinhof

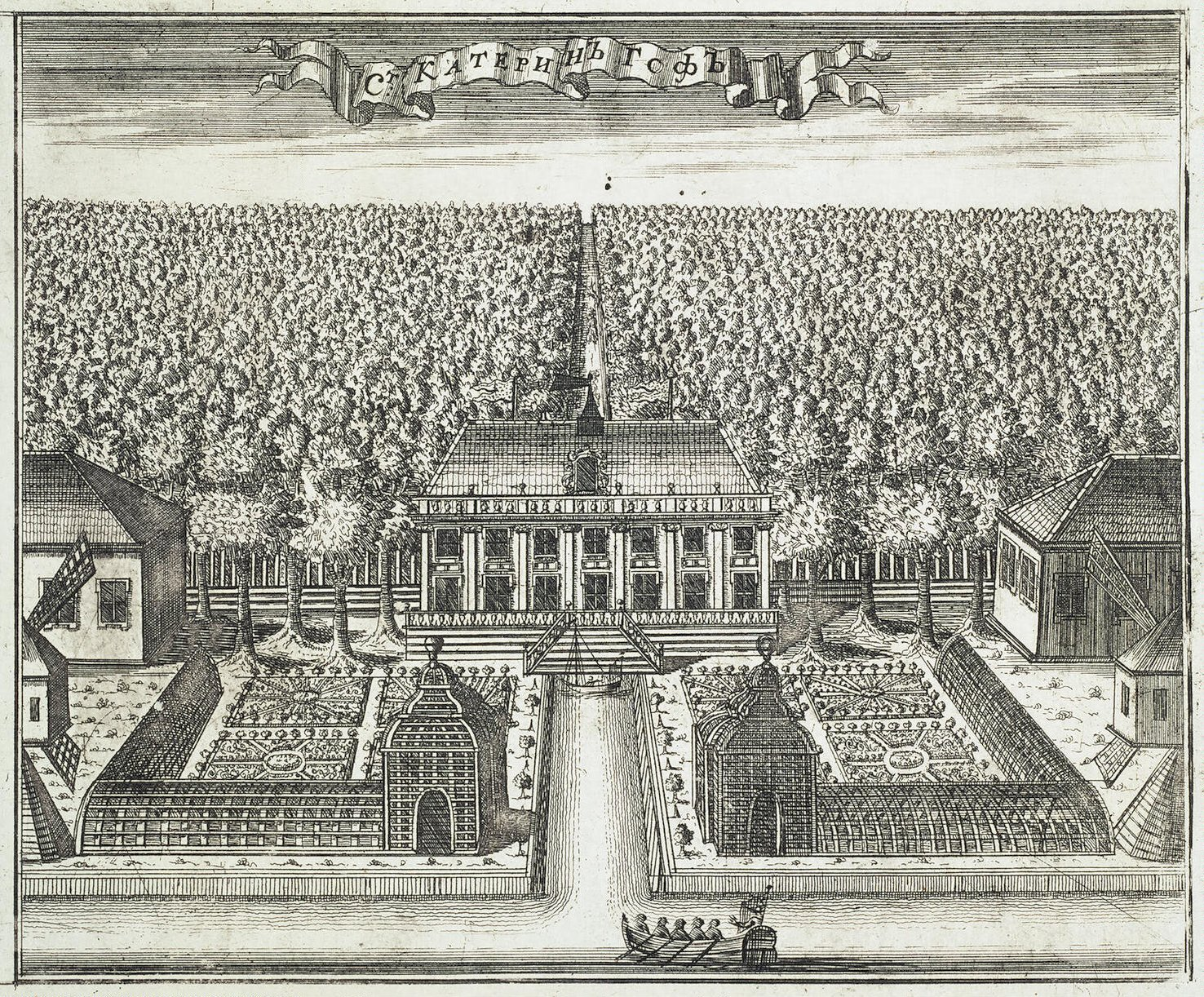
Stampa di Aleksey Zubov, 1716.

Ekaterinhof (in russo Екатерингоф?, Ekateringof; in tedesco Katharinenhof) è un distretto storico a sud-ovest di San Pietroburgo. Deriva il suo nome dal fatto che nel 1711 Pietro il Grande regalò l'isola di Ekanerinhof e le terre adiacenti lungo il fiume Ekateringofka a sua moglie Caterina, da cui ogni cosa prese il nome.
L'imperatore concepì Ekaterinhof come la prima proprietà imperiale situata sulla strada che conduce dalla capitale alla sua principale residenza estiva, Peterhof: fece costruire un palazzetto lignea a due piani, un canale e un porto e fece progettare per le sue figlie le proprietà di Annenhof ed Elizavethof. Dopo la morte dell'imperatore la proprietà fu pian piano abbandonata, anche se l'imperatrice Anna I di Russia aggiunse due ali al palazzo, demolite però nel 1779. Poiché i sovrani successivi a Pietro preferirono Carskoe Selo come residenza estiva alternativa, Ekaterinehof venne trascurata fino al 1800, quando l'imperatore Paolo I la donò alla sua amante, Anna Petrovna Lopuchina.
Quattro anni dopo la proprietà passò alla città di San Pietroburgo che la sviluppò come parco di divertimenti comunale, con molti padiglioni del giardino ed una sala da concerti; il palazzo principale alloggiò una biblioteca ed un museo dedicato a Pietro il Grande. Il parco ben presto divenne molto popolare ed accenni ad esso si ritrovano nelle Memorie di Casanova come nei romanzi di Dostoevskij. Con l'inizio della Rivoluzione Industriale, il luogo, precedentemente calmo e isolato, divenne un sobborgo industriale della capitale russa ed il parco venne ben presto abbandonato a sé stesso dopoché un incendio distrusse il palazzo nel 1924: parecchi anni fa ci fu l'annuncio della possibilità di ricostruire l'edificio.
Oltre al giardino, che risale al XVIII secolo, luoghi notevoli sono la Porta Trionfale di Narva, il metochion del monastero di Valaam e una colonna di granito commissionata da Caterina I per commemorare il suo defunto amante William Mons. La chiesa di Santa Caterina fu costruita a Ekaterinehof nel 1703 e probabilmente fu il luogo in cui venne celebrato il matrimonio segreto tra Pietro il Grande e Caterina nel 1707. Konstantin Andreevič Thon al posto della chiesa vecchia ne creò una molto più grande con struttura a cinque cupole nel suo peculiare stile russo-bizantino, che venne ulteriormente ampliata poco dopo il 1890 e distrutta nel 1929 durante lo stalinismo.

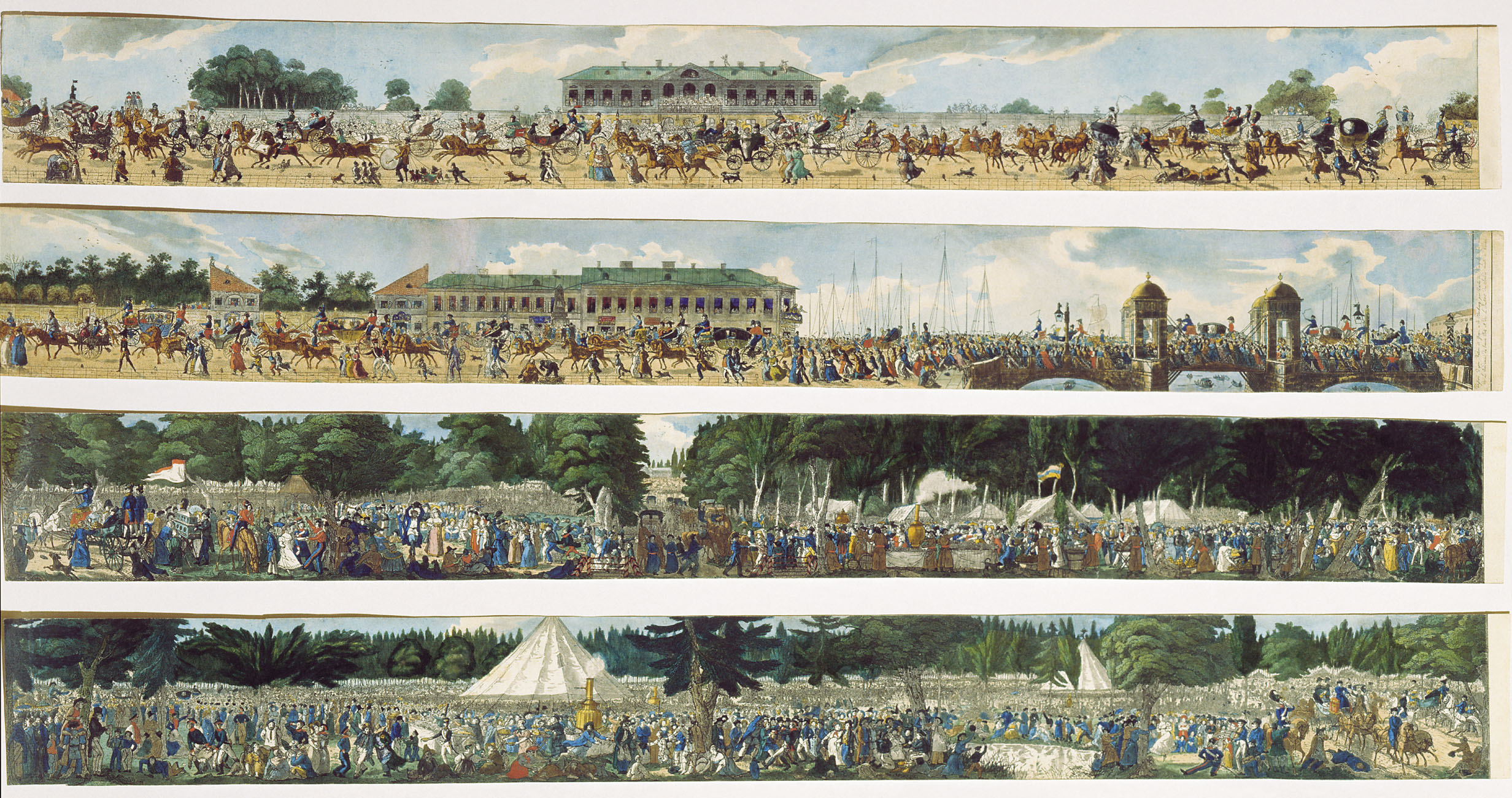
Festa a Ekaterinehof di Carl von Hampeln.